# Umm Dabaghiya

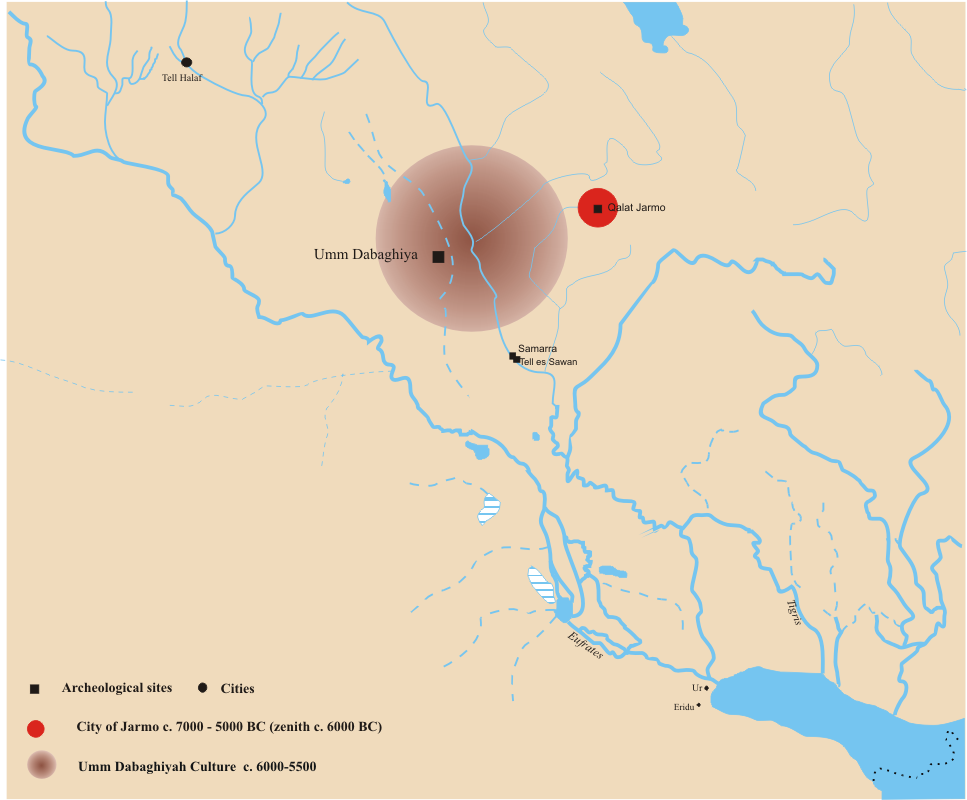
Posizione di Umm Dabaghiya. In marrone l'estensione della relativa cultura

Umm Dabaghiya è una delle più antiche culture ceramiche del Vicino Oriente antico, in particolare la più antica dell'Alta Mesopotamia. Risale al periodo 6000-5500 a.C. circa. Si trova a sud del Gebel Singiar e a sudovest di Ninive, nel nord dell'attuale Iraq.

## Ritrovamenti
Si tratta di un sito piuttosto minuto, un villaggio che ospitava appena sei famiglie. Le case sono quadrangolari (una forma che prelude all'ampliamento urbano) e presentano più ambienti. Sono stati rintracciati anche magazzini in forma di cellule quadrate.
Agricoltura e allevamento dovevano essere assai poveri (il clima era infatti alquanto arido: anche di qui l'eccezionalità del sito). La maggiore fonte di sostentamento potrebbe essere stata la caccia all'onagro selvatico (il 70% delle ossa ritrovate nei pressi del sito appartengono a questa specie, il 20% a gazzelle, appena il 10% a caprovini addomesticati).
La ceramica, presente in abbondanza insieme al rame e all'ossidiana dell'Anatolia, si presenta sia nella versione dipinta che in quella lustrata, con decorazioni incise o applicate.
Nelle abitazioni sono state trovate tracce di un'iconografia simile a quella di Çatalhöyük, in particolare murali raffiguranti la caccia all'onagro selvatico. La presenza degli ingressi sul tetto, allo stesso modo che a Çatalhöyük, ha suggerito al ricercatore che ha condotto gli scavi, Diana Kirkbride, la possibilità che nella zona fosse attivo un commercio di ossidiana con l'Anatolia. L'intero sito potrebbe anzi essere stato una sorta di stazione di passaggio, specializzata nella produzione di pellami, come attesta la vasta presenza di attrezzi di selce per raschiare.
| Schema cronologico del neolitico del Vicino Oriente | Schema cronologico del neolitico del Vicino Oriente | Schema cronologico del neolitico del Vicino Oriente | Schema cronologico del neolitico del Vicino Oriente                            | Schema cronologico del neolitico del Vicino Oriente | Schema cronologico del neolitico del Vicino Oriente | Schema cronologico del neolitico del Vicino Oriente | Schema cronologico del neolitico del Vicino Oriente |
| 6000                                                | Khabur                                              | Gebel Singiar Assiria                               | Medio Tigri                                                                    | Bassa Mesopotamia                                   | Khuzistan                                           | Anatolia                                            | Siria                                               |
| --------------------------------------------------- | --------------------------------------------------- | --------------------------------------------------- | ------------------------------------------------------------------------------ | --------------------------------------------------- | --------------------------------------------------- | --------------------------------------------------- | --------------------------------------------------- |
| 5500                                                |                                                     | Umm Dabaghiya                                       |                                                                                |                                                     | Muhammad Giaffar                                    | Çatalhöyük (6300-5500)                              | Amuq A                                              |
| 5200                                                | Halaf antico                                        | Hassuna                                             | Samarra antico (5600-5400) Samarra medio (5400-5000) Samarra tardo (5000-4800) |                                                     | Susiana A                                           | Hagilar Mersin 24-22                                | Amuq B                                              |
| 4800                                                | Halaf medio                                         | Hassuna tardo Gawra 20                              | Samarra antico (5600-5400) Samarra medio (5400-5000) Samarra tardo (5000-4800) | Eridu (= Ubaid 1) Eridu 19-15                       | Tepe Sabz                                           | Hagilar Mersin 22-20                                | Amuq C                                              |
| 4500                                                | Halaf tardo                                         | Gawra 19-18                                         |                                                                                | Haggi Muhammad (= Ubaid 2) Eridu 14-12              | Khazineh Susiana B                                  | Gian Hasan Mersin 19-17                             | Amuq D                                              |